# Fatstart Records
Fatstart Records est un label indépendant fondé en 2005 par Solarfall et Malcom G. Basé à Lyon, il produit les groupes respectifs de chaque fondateur ainsi qu'une poignée de groupes underground lyonnais, tels que Autopsy, Solarfall et souhaite prochainement se lancer dans la production de groupes Rock et Métal underground. 